# Ringelsdorf-Niederabsdorf
Ringelsdorf-Niederabsdorf je městys v Rakousku ve spolkové zemi Dolní Rakousy v okrese Gänserndorf.

## Geografie

### Geografická poloha
Ringelsdorf-Niederabsdorf se nachází ve spolkové zemi Dolní Rakousy v regionu Weinviertel. Rozloha území městyse činí 32,44 km², z nichž 16 % je zalesněných.

### Části obce
Území městyse Ringelsdorf+Niederabsdorf se skládá ze dvou částí (v závorce uveden počet obyvatel k 1. 1. 2017):
- Niederabsdorf (589)
- Ringelsdorf (664)

### Sousední obce
- na severu: Hohenau an der March
- na východu: Závod (SK)
- na jihu: Drösing
- na západu: Zistersdorf, Palterndorf-Dobermannsdorf

## Politika

### Obecní zastupitelstvo
Obecní zastupitelstvo se skládá z 19 členů. Od komunálních voleb v roce 2015 zastávají následující strany tyto mandáty:
- 14 SPÖ
- 5 ÖVP

### Starosta
Nynějším starostou městyse Ringelsdorf-Niederabsdorf je Peter Schaludek ze strany SPÖ.